# Только не сейчас (мультфильм)
«То́лько не сейча́с» — советский мультипликационный фильм, снятый режиссёрами Евгением Райковским и Борисом Степанцевым по сказке Владимира Сутеева — «Петя Иванов и волшебник Тик-Так».

Режиссёр Борис Степанцев постоянно искал новые жанровые возможности и художественные средства мультипликации. В фильме «Только не сейчас» (1962) совместил живого актёра с рисованными персонажами.— Сергей Капков

## Сюжет
Сказка о ленивом мальчике, которого весёлый волшебник Сейчас научил ценить время, благодаря чему мальчик исправился и получил шанс удачно сдать экзамен по истории.

## Создатели
| Автор сценария                  | Владимир Сутеев |
| Постановка                      | Евгения Райковского, Бориса Степанцева |
| Художники-постановщики          | Анатолий Савченко, Виктор Никитин |
| Художник                        | Александр Беляков |
| Оператор                        | Михаил Друян |
| Оператор комбинированных съёмок | Игорь Фелицын |
| Оператор павильонных съёмок     | В. Окулич |
| Композитор                      | Михаил Меерович |
| Текст песни                     | Евгения Аграновича |
| Звукооператор                   | Борис Фильчиков |
| Редактор                        | Раиса Фричинская |
| Ассистенты режиссёра            | Елена Шилова, Татьяна Сазонова, Н. Сумарокова, Юрий Прытков |
| Художники-мультипликаторы       | Вадим Долгих, Елена Хлудова, Борис Чани, Виолетта Карп, Анатолий Петров, Марина Восканьянц, Геннадий Сокольский, Антонина Коровина, Игорь Подгорский, Иосиф Доукша, Н. Чернова, Майя Бузинова, Галина и Валентин Караваевы |
| Художники-декораторы            | Пётр Коробаев, Ольга Геммерлинг, Ирина Светлица, Дмитрий Анпилов |
| Ассистенты оператора            | Григорий Зайцев, Н. Наяшкова |
| Директор картины                | Г. Кругликов |

## Роли исполняют
- Петя — Володя Позднеев
- Мама — Тамара Трушина (озвучивает Ирина Карташова)
- Учитель — Юрий Минин

## Роли озвучили
- Волшебник Сейчас — Георгий Вицин
- Полицейские, палач — Владимир Лепко
- Учительница в школе будущего — Григорий Шпигель
- Усатый — Леонид Еремеев

### В титрах не указаны
- Анатолий Папанов — дворник Иван/Робот Электронович Полупроводников
- Клара Румянова — девочка из будущего
- Юрий Хржановский — волшебник Сейчас (песня, часть реплик)/люди и животные из каменного века/«старорежимный» учитель-экзаменатор